# Liste der Naturdenkmale in Leitzweiler
Die Liste der Naturdenkmale in Leitzweiler nennt die im Gemeindegebiet von Leitzweiler ausgewiesenen Naturdenkmale (Stand 15. Juli 2013).

## Naturdenkmale
| Nr.         | Bezeichnung                 | Lage            | Beschreibung                                             | Bild                                    |
| ----------- | --------------------------- | --------------- | -------------------------------------------------------- | --------------------------------------- |
| ND-7134-375 | Vier Buchen und zwei Eichen | Zur Grotte Lage | Fagus sylvatica, vier Bäume, und Quercus sp., zwei Bäume | Direkt Bild zu diesem Denkmal hochladen |